# ニュンペーとサテュロス
『ニュンペーとサテュロス』（フランス語: Nymphes et un satyre）は、フランスの画家ウィリアム・アドルフ・ブグロー作の絵画。キャンバスに油彩の作品である。

## 概要
この作品がパリのサロンで公開された1873年は、クロード・モネ、エドガー・ドガらの印象派の画家が「第1回印象派展」と呼ばれる展覧会を開く、前の年である。ウィリアム・アドルフ・ブグローはアカデミック美術の代表的な画家で、この作品は批評家に「われわれの世代の最も偉大な絵」("the greatest painting of our generation")と称された。
1873年7月26日に、アメリカの美術収集家で投機家のジョン・ウルフ(John Wolfe)に3万5000フランで購入され、彼の邸宅で多年にわたって公開された。
この作品は1888年に競売に掛けられ、1901年までニューヨークのホフマン・ハウス・ホテル(Hoffman House Hotel)のバーに飾られていたが、1901年に別の収集家に買われ、買い手はその「不快な」('offensive')内容を公衆から遠ざけておきたいと考え、これは収蔵庫にしまわれていた。
1942年にミシン製造で知られる「シンガー製作所」の創業者の孫で、マサチューセッツ州、ウィリアムズタウンにクラーク美術館(Clark Art Institute)を創立した、ロバート・スターリング・クラーク(Robert Sterling Clark)が保管されているのを発見し、入手した。
クラーク・インスティテュートは次のように解説している。
「この作品は人里はなれた泉でニンフたちが水浴びをしているところへ、好色なテュロスが現れた場面を描いている。ニンフたちは驚いて、画面の右に数人のニンフたちが逃げて木陰に隠れているところが描かれている。勇気あるニンフたちはサテュロスを懲らしめるために冷たい水の中に引き込もうとしていて、すでにサテュロスの片足は濡れていて、泳げないサテュロスは困惑し、気持ちが萎えてしまったことは表情からうかがえる。ブグローの伝統的な制作方法を取り、複雑なポーズをとった人物像をいくつも描き、それらを構成し、このすばらしくリズミカルな構図を作り上げた。」("a group of nymphs have been surprised, while bathing in a secluded pond, by a lascivious satyr.Some of the nymphs have retreated into the shadows on the right;others, braver than their friends, are trying to dampen the satyr's ardor by pulling him into the cold water -- one of the satyr's hooves is already wet and he clearly wants to go no further.Bouguereau’s working methods were traditional;he made a number of sketches and drawings of carefully posed human figures in complicated interconnected poses, linking them together in this wonderfully rhythmical composition.")
1873年の展覧会では、これは古代ローマの詩人プブリウス・スタティウスの詩とともに公開された:
「自分の毛むくじゃらの皮膚に気づき、子供時代から泳ぎ方を教わっていないので、彼は、深みでも大丈夫なのか自分を信じる勇気がない」(英訳“Conscious of his shaggy hide and from childhood untaught to swim, he dares not trust himself to deep waters.”)
この絵は、クラークの収集のなかで最も大きく、かつ最も愛されたもののひとつであった。2012年3月10日までに、ラファエル・バーンスタイン(Raphael Bernstein)らの寄付で設立されたパーナサス・ファウンデーション(Parnassus Foundation)からの助成金の受け、絵画の洗浄作業が実施された。